# Roc Brasiliano
Roc Brasiliano (Groninga, 27 febbraio 1630 – dopo il 1671) è stato un pirata olandese.

## Origini
Gli storici hanno ipotizzato che Roc Brasiliano fosse nato come Gerrit Gerritszoon, ma ad il suo vero nome resta ad oggi un mistero. Alexandre Exquemelin nel suo libro I bucanieri d'America (1678) riporta che egli fosse noto con il soprannome di Roche Braziliano (talvolta reso come Rock, Roc, Roch, Roque, Brasiliano o Brazilliano).
Poco si sa anche dei primi anni di Roc Brasiliano. Probabilmente nacque a Groningen, nei Paesi Bassi, nel 1630 e si trasferì giovanissimo con i genitori in una colonia olandese in Brasile.

## Carriera
Brasiliano iniziò la sua carriera come corsaro nel Bahia. Nel 1654 guidò un ammutinamento, si impadronì della nave e abbandonò il Brasile, recandosi a Port Royal, in Giamaica, ove si unì ai bucanieri. Divenuto un temuto pirata, imperversò per il Mar dei Caraibi, abbordando e saccheggiando soprattutto navi spagnole. Già nella sua prima spedizione conquistò un cospicuo bottino, che riuscì a portare in salvo in Giamaica. Più tardi fu catturato e imprigionato a Campeche, città che era stata ripetutamente colpita dai bucanieri. Scampò all'impiccagione, facendo recapitare al governatore della città una lettera, nella quale si minacciava un'atroce vendetta da parte dei compagni di Brasiliano, se lui non fosse stato rimesso in libertà; spaventato, il governatore fece promettere a Brasiliano di abbandonare la pirateria e poi lo inviò in Spagna. Brasiliano fece però ritorno in America e ottenne una nave dal bucaniere l'Olonese, col qual tornò alla precedente attività. Nelle sue scorrerie Brasiliano si alleò occasionalmente anche con Henry Morgan e Joseph Bradley, e il suo primo ufficiale, Jelles de Lecat detto Yellows, divenne a sua volta un temuto pirata. Tutti loro parteciparono all'ardito assalto di Panama del 1670, ma nonostante il grande successo si separarono da nemici a causa di dissapori sulla spartizione del bottino.
Roc Brasiliano era famigerato per la sua crudeltà, specie nei confronti dei prigionieri spagnoli. Una volta arrostì vivi due contadini, che si erano rifiutati di cedergli i loro maiali. Nella stessa Port Royal era temuto, girando spesso ubriaco, attaccando passanti a caso e sparando su chiunque si rifiutasse di bere assieme a lui.
Roc Brasiliano, la sua ciurma e la sua nave sparirono dalla circolazione a partire dal 1671. La causa della loro fine è incerta, forse si sciolsero spontaneamente e Brasiliano morì di malattia e senza un soldo per le strade di Port Royal in Giamaica, forse perirono in una tempesta o forse furono catturati.

## Altro
- Roc Brasiliano è un personaggio del videogioco Sid Meier's Pirates!.
- Il personaggio del manga One Piece Rocks D. Xebec potrebbe aver preso il nome da Roc Brasiliano.
- Anthony Quinn interpreta Roc Brasiliano nel film d'avventura del 1952 Contro tutte le bandiere.